# 中村敏治
中村 敏治（なかむら としはる、1935年（昭和10年）12月23日 - ）は、日本のフィールドホッケー選手。1960年ローマオリンピックで男子トーナメントに出場した。  